# 照光寺 (石岡市)
照光寺（しょうこうじ）は、茨城県石岡市にある浄土宗の寺院。

## 歴史
1374年（応安7年）、大掾高幹の開基である。当初は現在の同市鹿の子に位置していた。天正年間（1573年 - 1592年）の戦火で焼失したが、大掾氏に代わって府中城の城主となった佐竹氏によって、1603年（慶長7年）に現在地に移転した。
そして1700年（元禄13年）に松平頼隆が常陸府中藩を立藩し、頼隆を始祖とする石岡松平家の菩提寺となった。1857年（安政4年）に現在の本堂を建て、寺子屋教育を開始した。ここの寺子屋の生徒には藤田小四郎との繋がりがあったことから、後に小四郎らが決起した天狗党の乱では、天狗党の陣営が置かれていた。

## 文化財
- 常陸府中藩主松平家墓所（石岡市指定文化財 昭和53年8月23日指定）[2]
- 絹本著色釈迦涅槃図（石岡市指定文化財 平成17年9月15日指定）[2]

## 交通アクセス
- 石岡駅より徒歩12分。